# Oxychaete
Oxychaete is een monotypisch geslacht van schimmels behorend tot de familie Phanerochaetaceae. Het bevat alleen Oxychaete cervinogilva.